# Énergie en Gambie
Le secteur économique de l'énergie en Gambie occupe une place prédominante dans le pays. 
Elle fait appel à l’énergie thermique issue de combustibles fossiles, l’énergie solaire et l’énergie éolienne.

## Géographie
La Gambie est un pays d'Afrique d'une superficie de  11 300 km2 quasiment enclavé dans le Sénégal avec lequel elle partage 749 km de frontière terrestre. Son territoire s’étend le long des 320 derniers kilomètres du cours du fleuve Gambie jusqu'à son embouchure, et de 20 à 50 km de part et d’autre des rives du cours d'eau. Son littoral donnant sur l'océan Atlantique s'étend sur 80 km, avec sa capitale Banjul qui se trouve à l'embouchure du fleuve Gambie. Le relief du pays est plat et ne s’élève pas au-delà de 53 mètres au-dessus du niveau de la mer.

## Contexte
En 2019, le pays est confronté à un déficit d'approvisionnement en énergie. L'accès à l'électricité est estimé à 56,2 % de la population, dont 15 %  dans les zones rurales.

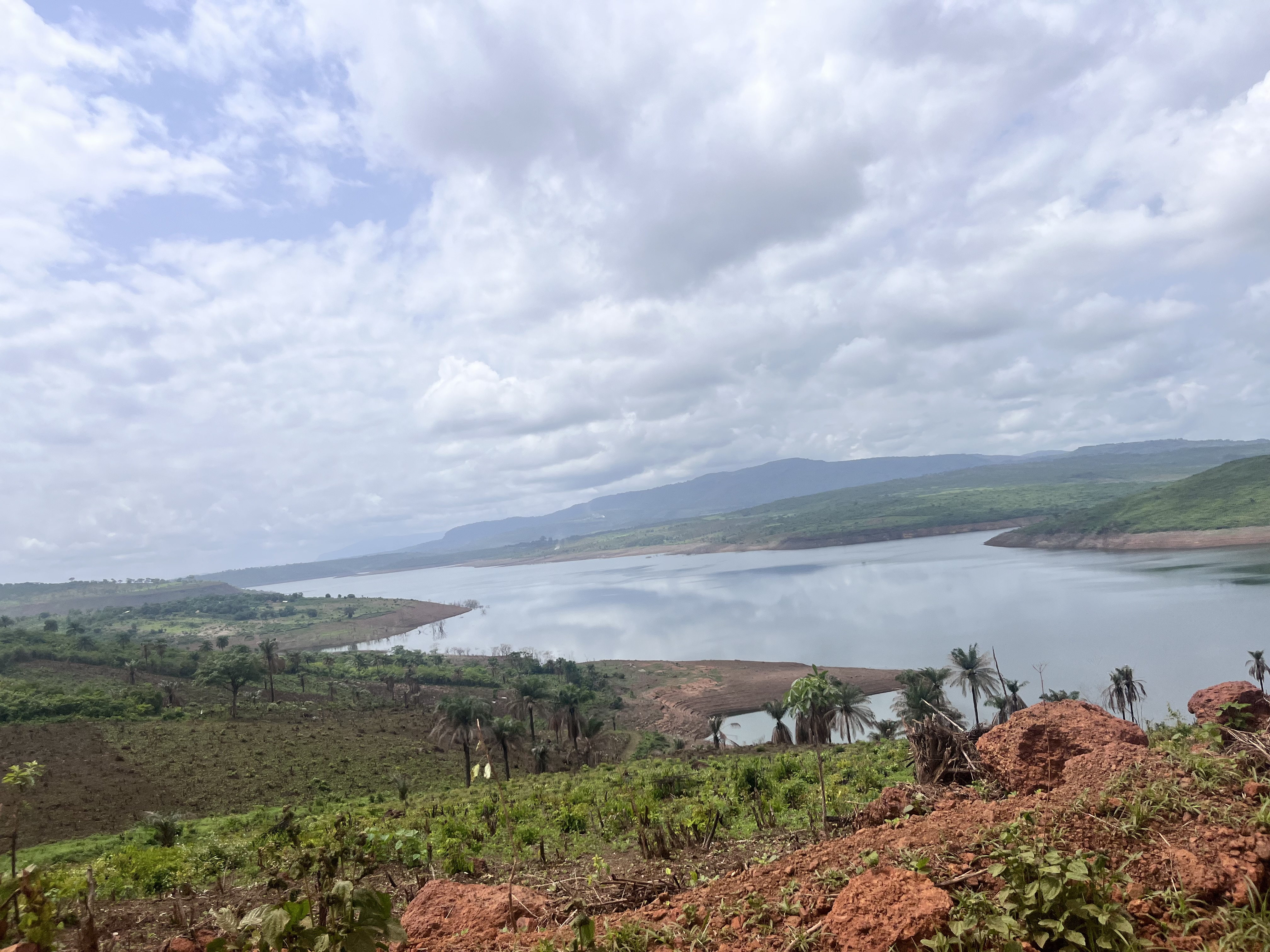
Amont du Barrage Souapiti en juin 2023

La capacité électrique installée de 102 MW est inférieure de 11 MW à la demande de pointe. La feuille de route du secteur de l'électricité de la Gambie (2019-2025) vise à augmenter la production d'électricité pour atteindre 200 MW de capacité disponible en 2025, dont 14 MW devraient provenir du projet OMVG avec la Guinée et le Sénégal, 50 MW du projet Souapiti. et le reste par l'intermédiaire de producteurs d'électricité indépendants (IPP). 
La feuille de route du secteur de l'électricité donne également la priorité aux investissements dans la transmission et la distribution afin de réduire les pertes d'énergie de 22 % en 2020 à 17 % en 2025, d'abaisser les tarifs de l'électricité de 0,26 USD/kWh en 2020 à 0,18 USD/kWh en 2025, et d'atteindre un objectif de 40 % d'énergie renouvelable d'ici 2030 en combinant l'extension du réseau et les mini-réseaux et en incluant le projet hydroélectrique de l'OMVG.

## Électricité
La Société nationale d’eau et d’électricité (NAWEC) est responsable de la fourniture d’électricité.
La capacité totale de production d’électricité en Gambie est d’environ 120 mégawatts (MW). Cela comprend les différentes sources d’énergie telles que l’énergie thermique, l’énergie solaire et l’énergie éolienne. La Gambie dépend encore largement des combustibles fossiles (charbon et pétrole) pour la production d’électricité.
La Gambie bénéficie de conditions favorables pour l’énergie éolienne, avec des vitesses de vent adéquates dans certaines zones côtières.
Cependant, l’utilisation des ressources renouvelables dans le pays reste sous-développée.
En 2019, le renouvelable représentait 46 % du mix énergétique du pays, selon l’IRENA.
En 2020, le taux d’électrification était de plus de 60 %  selon la Banque mondiale.

## Programme d'action pour le développement de l'énergie électrique
- Projet d’accès à l’électricité en Gambie (GEAP):

Ce projet vise à accroître l’accès de la population gambienne à des services d’électricité abordables et fiables.
Il se concentre sur la construction de lignes à moyenne et basse tension, l’installation de transformateurs et le raccordement de clients dans les régions de Lower River, North Bank, Central River et West Coast.
À partir des deux postes (Brikama et Soma) du Projet énergétique de l’OMVG , le projet permettra d’assurer l’accès des populations  à l’électricité et d’accroître les performances de la Société nationale d’eau et d’électricité (NAWEC).
Le coût total du projet est de 62,26 millions d’unités de compte (UC) et sa mise en œuvre est prévue sur une période de quatre ans.

## Énergies renouvelables
La Gambie s’efforce d’améliorer l’accès à l’électricité en utilisant diverses sources, y compris les énergies renouvelables, et en renforçant ses infrastructures électriques.
En février 2023 la première pierre d’une centrale solaire photovoltaïque de 23 MW est posée à Jamburconstruite grâce à un financement de la Banque européenne d'investissement (BEI), de l’Union européenne (UE) et de la Banque Mondiale (BM)2.
Le président gambien Adama Barrow a inauguré une centrale solaire de 23 mégawatts (MW) à Jambur en mars 2024.

## Interconnexion avec le Sénégal
La Gambie a signé un contrat de cession d’énergie avec le Sénégal dans le cadre des travaux d’interconnexion de l’Organisation pour la mise en valeur du fleuve Gambie (OMVG). Ce contrat permettra d’alimenter la Gambie en électricité via Keur Ayib, au Sénégal.